# Cono Morse
È chiamato metodo di accoppiamento conico cono Morse un sistema di collegamento di due pezzi metallici con forma conica di maschio e femmina. Non utilizza saldature ed è più ampiamente utilizzato su torni e frese per assemblare il mandrino, o direttamente ad altri elementi di diametro maggiore. La caratteristica maggiore è quella che l'angolo totale del tronco di cono non deve superare i 5°. È stato proposto da Stephen A. Morse circa nel 1864.

## Medicina
Il cono Morse è utilizzato anche in ambito ortopedico ed odontoiatrico nelle protesi d'anca ed implantare.
In ambito ortopedico serve per unire l'impianto femorale con la testa sferica, in ambito odontoiatrico serve per unire la vite endoossea all'abutment.